# Васил Карагьозов
Вижте пояснителната страница за други личности с името Васил Карагьозов.
Васил Николов Карагьозов (14 юни 1856 – 31 март 1938), известен в последните си години като схимонах Вениамин, e български фабрикант, политик (народен представител), почетен вицеконсул на Германия в Габрово, учител, схимонах в Зографския манастир, изтъкнат общественик и дарител.

## Биография
Васил Карагьозов е роден на 14 юни 1856 г. във Велико Търново, в семейството на Николи Карагьозов и Венета Василева. Племенник е на фабриканта Стефан Карагьозов, Димитър Карагьозов, юриста Ангел Карагьозов. Кръщелник е на търговеца х. Николи Минчоолу. Учи в родния си град, научава гръцки и турски език. На 15-годишна възраст семейството му го изпраща да получи светско образование в Западна Европа. Учи в престижни училища – политехникум (Politechnicum) и техническо висше училище (Technische Hochschule). Научава се да свири на пиано и цигулка, да рисува, да пее в хор, немски, френски, английски и италиански език. Запознава се с принц Фердинанд, който години по-късно ще стане Фердинанд I.
След дипломирането си през 1881 г. се завръща в България. Установява се в Габрово, където започва работа като учител I степен в Априловската гимназия по дескриптивна геометрия и чертане на ученици до VII клас. По онова време занятията по дескриптивна геометрия се водят по учебни помагала, направени от самите преподаватели. Записките и методиките, които Васил Карагьозов разработва, са използвани до 1904 г. Докато учителства основава фонда „Бедни ученици“ за набиране и подпомагане със средства на социално слабите ученици. Един от най-изявените му ученици са проф. Стефан Бончев – първият тектоник на България и Георги Рашеев – индустриалец в Габрово.
Името и личността на Васил Карагьозов се свързват с един от най-динамичните и градивни периоди на възход от историята на страната – от средата на XIX век до 1930-те години. Придобива известност благодарение на своята професионална реализация като учител, политик, почетен германски вицеконсул и дългогодишен директор на Първа придворна княжеска фабрика „Иван Колчев Калпазанов“ ААД, Габрово за производство на гайтани, шаяци и сукна. Това е първата модерна текстилна фабрика в Княжество България.
Васил Карагьозов има големи заслуги за развитието на града като център на текстилната, кожарската и металообработващата промишленост. За своя принос в развитието на стопанския подем и социалния живот на страната Карагьозов получава много отличия – медал за заслуги към обществото, медал за граждански заслуги, медал за принос към държавата, ордени за граждански заслуги, орден за военни заслуги.

### Участие в бизнеса
Съдбоносна е срещата на 21 септември 1881 г. между Иван Калпазанов и Васил Карагьозов. Тя поставя началото на голямо приятелство, по-късно скрепено от брака на В. Карагьозов с най-възрастната дъщеря на Иван Калпазанов – Дешка (по-голяма сестра на Стоянка, съпругата на изтъкнатия д-р Петър Цончев – медик и краевед на Габрово.
Иван Калпазанов споделя мечтите си, а Васил Карагьозов се заема енергично да му съдейства. Не знае точно коя фабрика произвежда най-качествените машини за щрайхгарна прежда в Германия, затова адресира писмото „До най-реномираната фабрика за текстилни машини – Германия“. Акуратните пощенски служители го препращат до фабриката на Рихард Хартман в гр. Кемниц. След няколко месеца Иван Калпазанов и Васил Карагьозов отиват заедно в Германия, подписват договори за покупка на необходимата техника „на стойност 11 000 марки. А всички разноски за машините, за пътуването и възнаграждението на г-на Карагьозов възлизаха на 12 838 гроша.“
Фабриката е осветена на 13 и 14 ноември 1882 г. и официално оповестена в ДВ 139 от 4 декември 1882 г. Наречена е Първа придворна княжеска фабрика за шаяци, сукна и гайтани „Ив. К. Калпазанов“. Тя е първата модерна фабрика в Княжество България. Отначало е със статут на събирателно дружество, а през 1908 г. е преобразувана в анонимно акционерно дружество.
Нейни собственици са Иван Калпазанов (2/3 от дяловете) и Петко Цокев (1/3 от дяловете, по-късно изкупени от наследниците на И. Калпазанов). В деня на освещаването Иван Калпазанов раздава на дошлите посетители вълна, изпредена в новата фабрика, и оцветена в цветовете на българския трибагреник. Васил Карагьозов става дясната ръка на Иван Калпазанов като преводач и бизнес консултант. Княз Александър I Батенберг лично посещава Габрово 2 години по-късно (1884), за да се запознае с тази така коментирана новост в Княжеството. Тогава собствениците правят второ голямо тържество в чест на княз Александър. Но тогава вече раздават на гостите прежда в цветовете на българския трикольор, изпредена с машините във фабриката.
На 22 юли 1889 г. Иван Калпазанов умира. Вдовицата Велика Калпазанова и осиротелите деца упълномощават единодушно Васил Карагьозов да поеме ръководството на фамилната фабрика. Това налага да напусне учителската професия, за да се заеме с бизнес дела. Но любовта му към науката, знанието, школото и учениците остава за цял живот. Той става училищен настоятел и прави дарения за основания от него фонд „Бедни ученици“.
Управлява умело и резултатите са налице: „Първа придворна княжеска фабрика за платове, шаяци и сукна“ печели награди, дипломи и медали от всемирните изложения в Пловдив (1892), Чикаго (1893), Анверс (1894), Лондон (1907). Стоките, произвеждани във фабриката, са познати в много страни в Европа. Той е „интелектуалният виновник за силния ѝ развой.
За Първото изложение в Пловдив през 1892 г. пишат: “Г-нъ Василъ Карагьозовъ, придворният фабрикантъ на платове от Габрово, от няколко дни се намира в града ни, занят в изложението със строенето на своя павилионъ. Както сме съобщили, павилионът на Г-н Карагьозова е приготвен във Виена и на части се пренесе тук. От няколко дни павилионът се монтира под ръководството на двама майстори монтери от Виена. Участието на Г-на Карагьозова в Първото наше изложение ще бъде твърде отличително, както с елегантния павилионъ, тъй и с хубавите платове, които ще изложи в него.“ Павилионът е обявен за най-изящен. Княз Фердинанд го посещава заедно с княгиня Мария-Луиза. Тя е впечатлена и приятно изненадана от високото европейско качество на изделията, а князът поисква да му бъде отстъпен след края на панаира. Васил Карагьозов си тръгва с почетен диплом и златен медал.
През 1895 г. Васил Карагьозов става член на Пловдивската търговско-индустриална камара. България е посетена (1895) от великия везир на Османската империя – силно впечатлен от достиженията на българската индустрия, награждава Васил Карагьозов и още 2 индустриалци с орден „Меджидие“ IV степен (днес изложен в Регионален исторически музей, Габрово).
През 1897 г. Васил Карагьозов получава концесия за 99 г. да експлоатира мина „Калпазан“ в Тревненския балкан и да използва добитите въглища, необходими за работата на фабриката.
Специалисти от цяла България се стичат на 1 октомври 1909 г. за откриването на новопостроената от Карагьозов парна електроцентрала за нуждите на предприятието, на много високо техническо ниво, с мощност 425 к.с., разположена на площ 338 m². Тя е най-мощната парна електроцентрала в града. Самият цар Фердинанд идва лично в Габрово, за да я види. Той следи с голям интерес дейността и развитието на фабриката – тя е негов придворен доставчик на платове, както и за Българската армия. Посещава „Иван К. Калпазанов“ ААД още през август 1887 г. Габровската преса отразява, че отсяда в дома на известния габровски индустриалец Рачо Бобчев.
Фабриката разполага с фирмено знаме, впечатляващо със своята уникалност, поръчано в „Бонгер Фанен Фабрик“, Виена, пристигнало в Габрово на 8 януари 1900 г. На него са изписани думите на основоположника Иван К. Калпазанов: ТРУДИ СЕ, ПОСТОЯНСТВАЙ, НЕ БОЙ СЕ!, които стават девиз на фабриката.
Дружествената кантора е построена в центъра на Габрово на 2 етажа. На първия етаж се помещава Търговският отдел, а на втория етаж са кабинетите на директорите. Фабриката има уникални бланки за делова кореспонденция и печат.
През 1908 г. известният габровски фабрикант Георги Рашеев има здравословни проблеми и бизнесът му започва да запада. На 12 септември 1908 г. кани своя бивш учител Васил Карагьозов да поеме управлението на фабриката му, като му предоставя неограничени права, за да възроди дейността ѝ. Благодарение на своя богат опит Васил Карагьозов реорганизира дейността и с помощта на добре обмислени кредити набавя средства за закупуване на нова техника, с която увеличава обема на произвежданата продукция и качеството на стоките.
По случай 50-годишния юбилей на фабрика „Иван Калпазанов“ през 1932 г. Васил Карагьозов е на лична аудиенция при цар Борис III и е награден с орден „За гражданска заслуга“ III степен.
За значимостта на управляваното от него предприятие говори и фактът, че във всички писмени източници за Габровската индустрия нейното име се споменава на първо място. В исторически и времеви план тя е първата модерна фабрика, но с течение на времето се превръща и в една от най-добре уредените в България.
Към 1933 г. фабрика „Иван К. Калпазанов“:
- е доставчик на вълнени платове, одеяла и прежди за Българския царски двор, Българското правителство и Военното министерство;
- има разработени пазари в Обединеното кралство, Османската империя, Турция, Египет, Албания;
- разполага с производствени помещения (4985 m²), складове (834 m²), жилища за работниците (1113 m²)
- разполага със собствена дружествена кантора и нает склад в София за пласиране на продукцията;
- ползва собствена електрическа централа;
- има фабричен двор с площ от 20 532 m²

### Политическа кариера
Изявява се като изключително активна личност с разностранни занимания и интереси. Поддържал е приятелски отношения със Стефан Стамболов – като съграждани и по политически убеждения, както и със Сава Муткуров.
Васил Карагьозов се изявява като политик-либерал. Участва в:
- IV обикновено народно събрание през 1884 г.;
- IV велико народно събрание от 1 април 1893 г., избран от Габровски избирателен район с най-много гласове (1039);
- VII обикновено народно събрание от 18 юли 1893 г.; внася законопроект за изменение и допълнение на Закона за митниците за безмитен внос на:
  - 1. „всички видове сечива, машини, инструменти и части за тях, които се употребяват в земеделието и индустрията;“
  - 2. „стоките, които съставляват първоначална материя (сурова стока) на занаятите и индустрията – дървен материал, говежди кожи, коноп в сурово състояние, вълна, прежди и др.“

Седмото обикновено народно събрание не приема тези искания, но те служат за основа при съставяне на „Закон за насърчаване на местната индустрия“, приет по време на VIII обикновено народно събрание през 1894 г., изготвен от Иван Евстратиев Гешов, тогава министър на търговията и земеделието.
Васил Карагьозов е автор на постановката в „Закона за народната просвещение“, според която: „Временните учители, както в основни, тъй също и в класните народни училища, ако не положат изпит най-късно до 1 септември 1899 г., пред определената за тази цел комисия и съгласно нарочно изработената от министерството програма, губят правото си на учителстване. До изтичането на гореозначения срок могат да бъдат назначавани и по всички предмети волнонаемни учители, без да имат изисквания от закона ценз.“

### Дипломат
- С Иван Калпазанов поставят началото на първите делови и договорни отношения между Габрово и Германия, след подписване на договорите с фабриката на Рихард Хартман от град Кемниц за изработване на машините за фабриката – декември 1881 година.
- Почетен немски вицеконсул в Габрово (1926 – 1933). Длъжността е наследена от неговия син Кольо Карагьозов, когато Васил Карагьозов става монах на Атон – Вениамин Схимонах. Консулството в Габрово съществува до 1935 година, когато е закрито и преместено във Варна.

## Хуманист и дарител
Васил Карагьозов е дарител. Всеки път при загуба на някой член от семейството си е правил големи дарения: за построяване на забавачница в Габрово (1892); за народна библиотека „Априлов – Палаузов“ в Габрово (1907, 1910); за построяване на безплатна трапезария към дружество „Майчина грижа“ в Габрово (1910); по други щастливи поводи – 50-годишен юбилей на фабриката, негов 75-годишен юбилей. Дори и без конкретен повод прави още дарения на Червения кръст (чийто член е от 1 януари 1905 г.); на спортен клуб „Чардафон“ в Габрово; на читалището; на библиотеката; във фонд „Бедни ученици“.
Върху рекламна брошура на фабрика „Иван К. Калпазанов“ под портрета на Васил Карагьозов пише: „Благодарение на своя просветен ум и упорито трудолюбие неговият принос в преуспяване на фабриката е безспорен. Кавалер е на множество български и чуждестранни ордени, но венец на неговите обществени и индустриални заслуги е голямото отличие, с което е удостоверен с назначаването му за почетен германски консул в Габрово.“ Немски възпитаник, познаващ нравите и психологията на германците, човек на бизнеса, който е поддържал делови отношения с немски фирми, човек с доказани качества. Той е най-подходящият да заеме тази длъжност. За периода 1926 – 1932 г. той „закриля интересите на германските поданици в града и посредничи в търговските отношения на германските фирми с габровските.“
Васил Карагьозов се отличава с дълбока хуманност. През 1922 г. по негова инициатива от печалбите на предприятията се заделят средства във фонд за отпускане на пенсии за добросъвестни работници. Фабриката е първата в България, която отпуска пенсии на свои работници. Нейни работници и служители са служебно застраховани след активното развитие на застрахователния пазар в България.
Родоначалник на образованието за най-малките деца в Габрово
На 20 септември 1893 г. прави дарение от 20 наполеона за откриване на първата забавачница (детска градина) в Габрово (Илия Габровски, "Бележити хора  и събития от Габровския край“ (2003). Документът за дарение се съхранява в НМО.  Така се превръща  в родоначалник на образованието за най-малките деца в Габрово и в народен будител.

### Вениамин Схимонах
Васил Карагьозов се замонашва в Зографския манастир през 1933 г. Подстриган е за схимонах през 1934 г., като приема монашеското име Вениамин - Вениамин схимонах Зографски, Атонски и Светогорски (Градината на Божията майка). 
От там през 1903 г. донася житието и литургията на свети Онуфрий Габровски и ги предава на Габровския девически манастир – Благовещение Богородично (Габрово). След направено дарение за търновското старопиталище „Свети арх. Михаил“ успява да измоли отново от новия Търновски митрополит „името на светеца да се споменува винаги на отпуст църква“. Дарявал е крупни суми за храма „Свети Иван Рилски“ в с. Бичкиня, за храма „Св. св. Константин и Елена“ в Търново, на Търновското епархийското старопиталище „Свети арахангел Михаил“.
През 1933 г. се установява на Атон, в манастира „Св. вмч. Георги Зограф“ (т.нар. Зографски манастир). Скоро след неговото настаняване е назначен за секретар на манастира, тъй като има богат опит и владее много езици, включително и гръцки. В качеството си на секретар се грижи за контактите с идващите на поклонение чужденци, води кореспонденцията на Светата обител. Под негово ръководство и финансова подкрепа крило на манастира е преустроено в бани, в които са монтирани вана и бойлер. С помощта на своя син Кольо Карагьозов снабдява манастира с провизии – боб, леща, ориз. Дарява част от личната си библиотека на светата обител.
През май 1937 г. Зографският манастир е посетен от гръцкия крал. Вениамин Схимонах посреща и приветства краля и неговата свита. Владеенето на много чужди езици и богата обща култура моментално оставя прекрасно впечатление у височайшите гости.
Дарява част от личната си библиотека на светата обител. Вениамин Схимонах намира вечен покой на 31 март 1938 г.
Неговият син Кольо Карагьозов се запознава с монаха Пахомий (йеросхимонах Пахомий), докато е послушник в Троянския манастир. Подарил на монасите платове, произведени в семейната фабрика, за да си ушият раса. През 1946 г. прави дарение от 50 000 лв. за изработване на иконостас в Дряновския манастир.

## Памет
На Васил Карагьозов е наречена улица в квартал „Младост 2“ в София (Карта).